# آفونسو پنا
آفونسو آگوستو موریرا پنا (به پرتغالی: Afonso Augusto Moreira Pena) (زاده ۳۰ نوامبر ۱۸۴۷ - درگذشته ۱۴ ژوئن ۱۹۰۹) سیاستمدار اهل برزیل بود. وی بین سال‌های ۱۹۰۶ تا ۱۹۰۹ رئیس‌جمهور برزیل بود. وی پیش از فعالیت‌های سیاسی‌اش، به عنوان وکیل، حقوق‌دان و یکی از اعضای دادگاه عالی فدرال برزیل فعالیت می‌کرد.